# TV Colosso (álbum)
TV Colosso é a trilha sonora do programa infantil de mesmo nome, lançada em 1993 pela Som Livre. O álbum contêm as canções-tema das personagens do programa, interpretadas por vários artistas. Obteve 100 mil cópias vendidas conquistando o disco de ouro.

## Lista de faixas
- Créditos adaptados do encarte do álbum TV Colosso, de 1993.[7]

1. "Capachão" - João Penca e Seus Miquinhos Amestrados
2. "Malabi" - Fernando Figueiredo
3. "Tá Na Hora do Almoço" - Cozinheiro
4. "Priscila (Aonde Esté Você) - Tatiana Maranhão
5. "Pulgas" - Bad Girls
6. "Borges" - Elenco TV Colosso
7. "Eu Não Largo o Osso" - Paquitas
8. "Coça-Coça" - Sandy e Junior
9. "Hot Dog" - Laura Finocchiaro
10. "Vida de Cão" - Nico Rezende
11. "JF (O Poderoso Chefão)" - Marcos Valle
12. "Castilho" - Torcuato Mariano
13. "Tá Ruim Pra Cachorro" - Zeca Pagodinho

## Certificações e vendas
| Região        | Certificação | Vendas/distribuição |
| ------------- | ------------ | ------------------- |
| Brasil (ABPD) | Ouro         | 100.000             |